# Kouzelníci z Waverly (1. řada)
Všechny sezóny | Následující sezóna (2.) | Následující sezóna (3.) | Následující sezóna (4.)

## Info
- Tato sezóna má 21 epizod.
- Epizody nejsou vysílány v pořadí produkce.

- Začátek vysílání v USA: 12. října 2007
- Konec vysílání v USA: 31. srpna 2008
- Začátek vysílání v ČR: léto 2008
- Konec vysílání v ČR: léto 2009

## Obsazení
- Selena Gomezová a David Henrie hráli ve všech epizodách.
- Jake T. Austin nehrál v jedné epizodě (1x04).
- Maria Canals Barrera nehrála ve dvou epizodách (1x15, 1x19).
- David DeLuise nehrál ve dvou epizodách (1x07, 1x19).
- Jennifer Stone nehrála v devíti epizodách (1x05, 1x06, 1x08, 1x09, 1x10, 1x11, 1x13, 1x14, 1x16).

## Epizody
| 1 | Crazy 10 Minute Sale                     | Šíleně rychlý výprodej               | 12. října 2007     | 102 |
| Alex Russo použije Duplikační kouzlo, aby se dostala na akci Šíleně rychlého výprodeje. Mezitím Max dostane svou první hůlku a hned ji využije, ale následky na sebe nenechají dlouho čekat. Všechno co dělá Alexin hologram dělá i Alex v obchodě a strhne na sebe veškerou pozornost. Alex nakonec zjistí, že pomstou ublížila hlavně sama sobě. Kouzla: - Edgebono Utoosis – duplikuje jednu osobu, takže je dvakrát Hostující hvězdy: Skyler Samuels jako Gigi, Amanda Tepe jako Store Manager Dále hrají: Heather Trzyna jako Wannabe #1, Kelsey Sanders jako Wannabe #2, Noe Jimenez jako Student, Amanda Tepe jako prodavačka Speciální hostující hvězdy:- |                                          |                                      |                    |     |
| 2 | First kiss                               | První pusa                           | 19. října 2007     | 104 |
| Justin chodí s Mirandou, ale bojí se první pusy, protože žádnou holku ještě nepolíbil. Alex Justinovi pomůže kouzlem vrácení času, jenže se mu pořád nedaří Mirandu políbit. Mezitím Mac Mac Mac ochutnávají Maxův sendvič. Ochutnávka se kvůli kouzlu vrácení času stále opakuje. Otec se vydá do kina za Justinem a Alex. Kouzla: - Étas Retrosum – kouzlo vracející čas. Hostující hvězdy: Lucy Hale jako Miranda, Jim Wise jako Mr. Malone, Wayne Federman jako pan Kaminsky, Bryant Johnson jako Matt Dále hrají:- Speciální hostující hvězdy:- |                                          |                                      |                    |     |
| 3 | I Almost Drowned in a Chocolate Fountain | Jak se málem utopila v moři čokolády | 26. října 2007     | 105 |
| Alex má ze španělštiny špatné známky. Aby mohla jít na rande s Rileym, musí si známky zlepšit. Použije tedy španělského kapesního elfa, který ji s opravným testem pomůže. Justin a Max se za to chtějí Alex pomstít a tak když jde spolu s Rileym a přáteli do nově otevřené restaurace Flákota, dají ji do kabelky kapesního elfa, který když někoho kousne, stává se závislým na čokoládě. Výsledek je, že je celá od čokolády a kluci dostanou domácí vězení. Kouzla:- Hostující hvězdy:- Dále hrají:- Speciální hostující hvězdy:- |                                          |                                      |                    |     |
| 4 | New employee                             | Nový zaměstnanec                     | 2. listopadu 2007  | 107 |
| Alex a Harper mají pocit, že na sebe mají čím dál méně času a tak se nechá Harper zaměstnat v rodinné restauraci Russových. Harper je však nešikovná a Alexiny rodiče ji chtějí vyhodit. Alex ji tedy začaruje a z Harper se rázem stane šikovná, ale nesnesitelná servírka, která natolik ctí pravidla, že vyhodí Alex. Justin si zřídí doučovací kroužek, ale zdá se, že má konkurenci, která ho chce zničit. Tak si pořídí ochranku. Harper se nechá zaměstnat v jiné restauraci. Alex tam za Harper přijde, omluví se jí, a vše bude v pořádku. Kouzla: - Tuhle holku bez nadání, v hostinskou změn znenadání – dá někomu dobré servírské schopnosti. - Tahle holka hostinská je skvělá, ale ať je zase jaká byla – zruší kouzlo dobré servírské schopnosti. Chybí: Jake T. Austin jako Max Russo Hostující hvězdy: Paulie Litt jako Joey Dále hrají: Amanda Tepe jako Manager, Chad Broskey jako Brian, Eric Christie jako zákazník #1, Lexi Hales jako zákazník #2, Mark Munoz jako kaskadér Speciální hostující hvězdy:- |                                          |                                      |                    |     |
| 5 | Disenchanted Evening                     | Večer plný zklamání                  | 9. listopadu 2007  | 114 |
| Alex zjistí, že její spolužák TJ je kouzelník. TJ používá kouzla, která mu usnadňují život a nemusí dodržovat domácí pravidla. Alex chce život bez pravidel a tak začaruje rodiče. Max pracuje na domácím úkolu, kterému stále něco chybí. Dostane se na Mars. Justin pak zase rodiče odčaruje. A Alex dostane domácí vězení. Pak Alexiny rodiče odčarují i rodiče TJ. A TJ bude mít velký problém. Kouzla: - V lednu i v březnu, bundu si vezmu - přičaruje člověku bundu. - Udělámus palačinkus - vykouzlí palačinky. - Transportium orbitorium - přenese člověka na Mars. Chybí: Jennifer Stone jako Harper Finkleová Hostující hvězdy: Daryl Sabara jako T.J. Taylor Dále hrají: Dink O'Neal jako pan Taylor, Bonnie Burroughs jako paní Taylorová, J.R. May jako násilník Speciální hostující hvězdy:- |                                          |                                      |                    |     |
| 6 | You Can't Always Get What You Carpet     | Tatínkova holčička                   | 10. listopadu 2007 | 101 |
| Jerry předělává Alexin pokoj. Alex ví, jak na svého otce, aby udělal vše co jí na očích vidí, čehož umí náležitě využít. Alex si tedy ze sklepa vezme létající koberec, který bez svolení nesmí používat. Jerry se rozhodne, že dá Alex pár lekcí létání. Justin dostal tapety po Alex a hledá věci, které by odvedly pozornost od dívčích tapet. Kouzla:- Chybí: Jennifer Stone jako Harper Finkleová Hostující hvězdy:- Dále hrají :- Speciální hostující hvězdy:- |                                          |                                      |                    |     |
| 7 | Alex's Choice                            | Alexina volba                        | 16. listopadu 2007 | 109 |
| Alex a Harper jsou pozvané od své největší rivalky Gigi na čajový dýchánek, což je Alex podezřelé. Použije tedy kouzlo pravdy a dozví se, že čajový dýchánek je ve skutečnosti soutěž o největší lemru, kterou měla vyhrát právě Harper. Justin s Maxem se bez svolení svého otce dostanou do kouzelnické skrýše a vystřelí si z kouzelnické pohotovosti, ti to však pojmout jako opravdové volání o pomoc a Justin s Maxem budou mít co vysvětlovat. Kouzla: - Někdo je perla, někdo zase šmírák chci-li vědět víc, ať ucho mám netopýra - přičaruje člověku skvělý sluch. - Někdo hodný, někdo zlý, náhle pravdu všichni ví - přinutí člověka mluvit pravdu. Chybí: David DeLuise Hostující hvězdy: Skyler Samuels jako Gigi, Brian Scolaro jako goblin s nevysloviteným jménem, Michael A. Shepperd jako strážník Dále hrají: Amanda Tepe jako manažerka hotelu, Heather Trzyna jako Wannabe #1, Kelsey Sanders jako Wannabe #2, Veronica Sixtos jako Nellie Rodriguezová Speciální hostující hvězdy:- |                                          |                                      |                    |     |
| 8 | Curb Your Dragon                         | Zkroť si draka                       | 30. listopadu 2007 | 108 |
| Alex přes čaronet koupí drakopsa, kterého věnuje Justinovi. Jelikož rodiče o psovi nechtějí ani slyšet, vymyslí si, že psa našli venku a čekají až na inzeráty, které rozvěsili po celém městě. Majitel psa se opravdu ozve a Justin s Alex chtějí znát jeho totožnost. Kouzla: - Animoza Espinoza - promění člověka ve zvíře. - Huminoza Espinoza - promění zvíře v člověka. Chybí: Jennifer Stone jako Harper Finkleová Hostující hvězdy: Paulie Litt jako Joey, Taylor Negron jako prodejce draků. Dále hrají: Amanda Tepe jako ochranka, Brooks McBeth jako kostymérka Speciální hostující hvězdy:- |                                          |                                      |                    |     |
| 9 | Movies                                   | Filmy                                | 14. prosince 2007  | 113 |
| Justin má novou partu kamarádů, se kterými si kupodivu rozumí také Alex. Justinovi noví přátelé pozvou Justina a Alex na film Děs na halloweenském večírku sesterstva 2, který je ovšem nepřístupný. Alex se chce na film dostat za každou cenu a tak použije kouzlo, ale nedopatřením se dostane přímo do děje filmu a stává se jednou z hlavních postav. Theresa vidí jak její děti rychle rostou a snaží se strávit každou volnou chvíli s Maxem. Kouzla: - Břicho prázdné, jídlo pryč, život dal bych za sendvič - promění člověka v sendvič. - Kouzla bych si ráda hned, chci však svého bratra zpět. - Jsem velká dost s modelkou, herečkou, moderátorkou Ruby Donahue ven jít, tak mě nech na Děs na halloweenském večírku sesterstva 2 být - přenese člověka do filmu. - Strachu už jsme užili, ať jsme jinde za chvíli - přenese člověka na jiné místo. - Nevím čí to byla vina, vem nás zpět do multikina - přenese člověka zpět do kina. Chybí: Jennifer Stone jako Harper Finkleová Hostující hvězdy: Tiffany Thornton jako Susan, Malese Jow jako Ruby Donahue Dále hrají : Dan Benson jako Zach Rosenblack, Devin McGinn jako uváděč #1, Zachary Stockdale jako uváděč #2, Sonya Joy Sims jako dívka v sesterstvu, Brandee Tucker jako prodejce lístků Speciální hostující hvězdy:- |                                          |                                      |                    |     |
| 10 | Pop Me And We Both Go Down               | Když zničíš mě, zničíš i sebe        | 6. ledna 2008      | 103 |
| Ve škole se objeví nová dívka jménem Miranda, která okamžitě padne Justinovi do oka. Miranda ho nečekaně pozve na juniorský ples. Ovšem Justinovi se před plesem udělá beďar, který Alex omylem oživí. Z počátku je Justin rád, že mu radí jak sbalit holky, ale postupně si beďar začíná děat co chce a nadělá Justinovi plno problémů. Alex při domácí výuce kouzel oživí Jerryho trofej, kterou získal v celostátním závodě v běhu. Alex nakonec tu trofej najde, táta jí řekne kouzlo, kterým Justina zbaví mluvícího beďara a vše bude v pořádku. Kouzla: - Murieta Animata – oživí jakoukoli věc. - Garribei Immobilitay – zneživovací kouzlo, anuluje oživovací kouzlo. Chybí: Jennifer Stone jako Harper Finkleová Hostující hvězdy: Zone jako DJ, J.R. May jako velký přítel, Charlie Bodin jako trofej, Lucy Hale jako Miranda, Curtis Armstrong jako Zit Dále hrají :- Speciální hostující hvězdy:- |                                          |                                      |                    |     |
| 11 | Potion Commotion                         | Vzpoura elixíru                      | 10. února 2008     | 110 |
| Justin, Alex a Max se učí namíchat emoční elixíry, po jejichž vypití mají lidé stejné emoce. Alex se líbí Justinův soupeř Brad a jelikož chce, aby se do ní okamžitě zamiloval, použije elixíry. Jenže Alex vypije oba elixíry a zamiluje se tak sama do sebe. Max získává kouzelnické schopnosti a stává se tak soupeřem Alex a Justina. Kouzla: - Livitatus likvitatus - levituje kapalný předmět. Chybí: Jennifer Stone jako Harper Finkleová Hostující hvězdy: Bill Chott jako pan Laritate, Shane Lyons jako Brad Sherwood Dále hrají: Martin Magdaleno jako Dorky Kid, Unica Luna jako tanečnice #1, Anissa Morris jako tanečnice #2, Amanda Panoke jako tanečnice #3 Speciální hostující hvězdy:- |                                          |                                      |                    |     |
| 12 | Justin's Little Sister                   | Justinova sestřička                  | 9. března 2008     | 117 |
| Alex má plné zuby toho, jak ji neustále všichni srovnávají s Justinem. Přeje si tedy, aby ji už nikdo nikdy s Justinem nesrovnával. Přání se ji splní. Nikdo ji totiž nebude srovnávat s někým, koho nikdo nezná. Dokonce ani vlastní rodiče. Kouzla: - Malí jako nic chcem být, k džinovi do lampy jít! - kouzlo pro přenos do lampy. - Malí jsme teď jako nic, u džina být nechcem víc! - kouzlo pro přenos ven z lampy. Hostující hvězdy: Candace Brown jako Genie, Bill Chott jako pan Laritate Dále hrají : Monica Parales jako Wendy Bott, Veronica Sixtos jako Nellie Rodriguez, Christopher Johnson jako přítel Speciální hostující hvězdy:- |                                          |                                      |                    |     |
| 13 | Wizard School, Part 1                    | Čarodějná škola 1.část               | 6. dubna 2008      | 111 |
| Justin odjíždí na letní čarodějnickou internátní školu a je rád, že celé prázdniny neuvidí Alex. Poté, co Alex použije čarodějnickou urgentní poštu a odešle celý dům do neznáma, rodičům dojde trpělivost a Alex posílají do letní školy za Justinem. Z Maxe je nyní jedináček a chce s otcem dělat vše, na co dosud neměli čas. A začínají kempováním na terase. Kouzla: - Mailus Pontaneus - kouzlo pro doručení pošty (nebo něčeho jiného). - Od paty až k hlavě, sloní nos máš hravě - kouzlo pro přičarování sloního nosu Chybí: Jennifer Stone jako Harper Finkleová Hostující hvězdy: Octavia Spencer jako Dr. Zlolajná, Josh Sussman jako Hugh Normous, J. Evan Bonifant jako Jerko Phoenix Dále hrají:- Speciální hostující hvězdy:- |                                          |                                      |                    |     |
| 14 | Wizard School, Part 2                    | Čarodějná škola 2.část               | 6. dubna 2008      | 112 |
| Poté, co se Alex dozvěděla o plánu profesorky Zlolajné, která, pokud Justin vyhraje turnaj, dostane jeho kouzelnickou moc a stane se tak nejmocnější čarodějkou, musí přesvědčit Justina, aby se turnaje nezúčastnil. Před rodinnou restaurací Russových se objevila konkurence, kterou se pokusí Max zničit. Kouzla: - Někdo hodný, někdo zlý, náhle pravdu všichni ví! - kouzlo pravdy. - Skryty polity noklity! – Potlačovací kouzlo. Chybí: Jennifer Stone as Harper Finkleová Hostující hvězdy: Octavia Spencer jako Dr. Zlolajná, Josh Sussman jako Hugh Normous, Amanda Tepe jako Information Desk Lady, J Evan Bonifant jako Jerko Phoenix, Ian Abercrombie jako profesor Crumbs, Robyn Moran jako Salad Bowl Girl Dále hrají : Adam Conger jako Hot Dog kluk, Craig Watkinson jako Soda Can kluk Speciální hostující hvězdy:- |                                          |                                      |                    |     |
| 15 | The Supernatural                         | Nadpřirozené schopnosti              | 8. května 2008     | 115 |
| Justinovi se líbí dívka ze školy, ale bojí se ji oslovit, protože ví, že randí výhradně jen s kluky z baseballového týmu. Rozhodne se tedy, že se do týmu dostane, ale hraní mu nejde a tak použije kouzla. Ovšem když to zjistí jeho otec, zakáže mu kouzlit, čímž se přede všemi ztrapní. Alex se líbí Riley, kluk z baseballového týmu, kterému pomocí kouzel dopomáhá k výhře jeho týmu. Z Maxe se stal nadšený fanoušek baseballu. Justin nakonec usoudí, že tato holka není jeho typ a nechá ji být. Kouzla: - Tommis nankenisis - přičaruje člověku schopnosti hrát dobře baseball. - Cerebelum dili - vymaže člověku paměť, takže si nepamatuje posledních pár minut. Chybí: Maria Canals Barrera jako Theresa Russo Hostující hvězdy: Brian Kubach jako Riley, Chelsea Staub jako Kari Landsdorf, Michael Patrick McGill jako Ump Dále hrají:Lee Davis jako Henry, Joey "Coco" Diaz jako prodavač v trafice, Adam Gregory jako student, Ezra Weisz jako rodič Speciální hostující hvězdy:- |                                          |                                      |                    |     |
| 16 | Alex In The Middle                       | Alex pozná pravdu                    | 15. června 2008    | 108 |
| K Russovým přijíždí na návštěvu strýc Kelbo, který na rozdíl od jeho bratra Jerryho kouzlit může, což se líbí hlavně Alex, která při výuce kouzel dává přednost praxi před teorií. Strýc Kelbo však není při výuce tak zodpovědný a důsledný jako Jerry a tak hrozí, že vytopí rodinnou restauraci. Justin dostává do skříňky milostné vzkazy a tak začíná pátrat po své tajné ctitelce. Kouzla: - Kašmírus Natělus - přičaruje člověku bundu. - Gredium Revolvus - otočí člověku hlavu o 360°. - Trimetrus posunus - přenese člověka o tři metry dál. - Dehydratus Placidus Akvus Defluo - přenese člověka z místnosti plné vody. Chybí: Jennifer Stone jako Harper Finkleová Hostující hvězdy: Jeff Garlin jako strýc Kelbo, Eric Allan Kramer jako trenér Gunderson Dále hrají : Monica Lee Gradischek jako Doris, J.R. May jako přítel, Ann Kristin jako dívka Speciální hostující hvězdy:- |                                          |                                      |                    |     |
| 17 | Report Card                              | Vysvědčení                           | 29. června 2008    | 118 |
| Alex, Justin a Max dostávají vysvědčení. Alex má ale F (pětku), takže se pokusí vysvědčení zničit. Jenže vysvědčení neodejde, dokud se na něj nepodívají rodiče. Když Jerry a Tereza začnou Alex podezírat, Alex je v hádce, změní v morčata. Ředitel školy, profesor Drobil zjistí, že Alex lhala svým rodičům o vysvědčení, a také lhala profesoru Drobilovi, který zbaví Alex kouzelnických schopností. Profesoe Drobil ale nakonec kouzelnické schopnosti Alex vrátí, protože si všimne, jak se mají s Justinem rádi. Tedy jen na oko. Kouzla: - Zmizí králík, moje pýcha, místo něj tu holubice dýchá! – kouzlo na přeměnu králíka v holubici. - Zmizí králík, moje pýcha, místo něj tu holubice kýchá! – nefungovalo, holubice kýchala. - Zmizí králík, moje pýcha, místo něj tu holubice dýchá! – nefungovalo místo holubice se králík proměnil v cihlu. - Zmizí naší, moje pýcha, místo nich tu morče dýchá! – udělá z člověka morče. Hostující hvězdy: Ian Abercrombie as profesor Crumbs, Charlie Adler jako hlasatel Dále hrají : Dan Benson jako přítel, Kara Taitz jako morče #1, Keith Blaney jako morče #2 Speciální hostující hvězdy:- |                                          |                                      |                    |     |
| 18 | Credit Check                             | Zasloužené zásluhy                   | 6. července 2008   | 121 |
| Alex je nabídnuta letní stáž v módním časopise. Alex vymyslí nový trend, který bude představen vydavatelce časopisu slečně Angele. Nový trend se okamžitě ujme a Jeffrey Alexin nápad vydává za svůj. Alex se chystá Jeffreymu pomstít. V restauraci za Alex zaskakuje Milly, která se líbí Justinovi, ale ten se ji bojí pozvat na rande a tak na průzkum vyšle svého mladšího bratra Maxe. Kouzla: - Giles ví, čas spí – zmrazení času Hostující hvězdy: : Julia Duffy jako slečna Angela, Jeffrey Christopher Todd jako Jeffrey, Sara Paxton jako Millie Dále hrají: Gavin Houston jako Paul, Kristin Caldwell jako asistent, Brian Elerding jako Jack, David Gore jako Benji, Natalie Nardone jako Eve, Joseph Porter jako Matthew Speciální hostující hvězdy:- |                                          |                                      |                    |     |
| 19 | Alex's Spring Fling                      | Alexina aférka                       | 20. července 2008  | 119 |
| Riley se rozešel s Alex, kvůli její žárlivosti. Alex se rozhodne, že si najde nejhezčího kluka v okolí. Žádného však nemůže najít a tak pomocí kouzla oživí manekýna z výlohy. Když se Riley vrátí k Alex, chce Alex manekýna proměnit zpátky, ale marně. Justin se ujal role Maxova učitele kouzel. Kouzla: - Murieta Animata – oživí jakoukoli věc - Garribei Immobilitay – zneživovací kouzlo, anuluje oživovací kouzlo Chybí: Maria Canals Barrera jako Theresa Russo, David DeLuise jako Jerry Russo Hostující hvězdy: Brian Kubach as Riley, Lauren Phillips as Calico Girl, Matt Smith as Manny Dále hrají: J.R. May jako násilník, Eddie Pepitone jako Carter, Dallas Lovato jako dívka, Andrew Elvis Miller jako osoba z davu, LeShay Tomlinson jako kolemjdoucí Speciální hostující hvězdy:- |                                          |                                      |                    |     |
| 20 | Quinceanera                              | Quinseniéra                          | 10. srpna 2008     | 116 |
| Jerry své děti naučí nové kouzlo převtělení se do druhé osoby. Alex čeká quinceanera, což je latinskoamerická tradice, kdy se z dívky stává žena. Alexina matka celou oslavu připraví a pozve také svou matku. Alex se však odmítá obléknout do růžových šatů, a tak když zjistí, že její matka quinceaneru mít nemohla, pomocí kouzel si vymění svá těla. Justin a Max slíbili matce, že se na tuto slavnost naučí tančit, ale jejich babičce se zdá, že taneční kurz, do kterého chodí, pro ně není dost dobrý, a rozhodne se, že je tančit naučí sama. Kouzla: - Cambiacom porum, mia corpora, suanovi nata! – kouzlo pro výměnu těl Hostující hvězdy: Belita Moreno jako Magdalena, Gabrielle Dennis jako Candace Dále hrají: Adam Bay as Richard Speciální hostující hvězdy:- Poznámka: tato epizoda měla premiéru, když se Selena Gomezová jako Alex Russová přestěhovala do Malibu. |                                          |                                      |                    |     |
| 21 | Art Museum Piece                         | Exkurze do muzea                     | 31. srpna 2008     | 120 |
| Alex musí v sobotu do muzea, jinak hrozí, že bude muset navštěvovat letní školu. V muzeu však nečekaně dostane test, ale jelikož Alex nezná odpověď ani na jednu otázku, pomocí kouzla si zavolá pomocníky – oživí obrazy. Max a Jerry začarují míč, aby byl průchozí a doma tak nic nerozbili, ale míč spadne do polévky a kouzlo začne účinkovat na Theresu. Harper prodává doma vyrobené šperky. Kouzla: - Do obrazu zase vrať se v čase na stadion Jenkies 1925 – vrátí oživlou fotku zpět - Do obrazu zase vrať se v čase, do Italské renezance 1502! – přenese Monu Lisu zpátky do obrazu - Jdi a projdi! – kouzlo pro procházení zdí nebo jinými hmotnými věcmi (může se použít i na věci) - Tváře ze všech rámů, vystupte z tu ránu! – kouzlo pro oživení lidí z obrazu Hostující hvězdy: Julie Brown jako slečna Marinovich, Danielle Bisutti jako Mona Lisa, Britt Prentice jako Babe Ruth Dále hrají : Amanda Tepe jako strážná Elaine, Amy D. Higgins jako popelářka, Keeshan Giles jako zákazník, Boris Kievsky jako The Scream (Křik), Mark Rickard jako Vincent Van Gogh, Michael Stancliff jako Chlapec v modrém Speciální hostující hvězdy:- |                                          |                                      |                    |     |